# Seznam klášterů v Praze
Seznam klášterů v Praze uvádí nejdříve kláštery v historických pražských městech, pak v dalších čtvrtích, které byly k Praze připojovány od 19. století.

## Hradčany

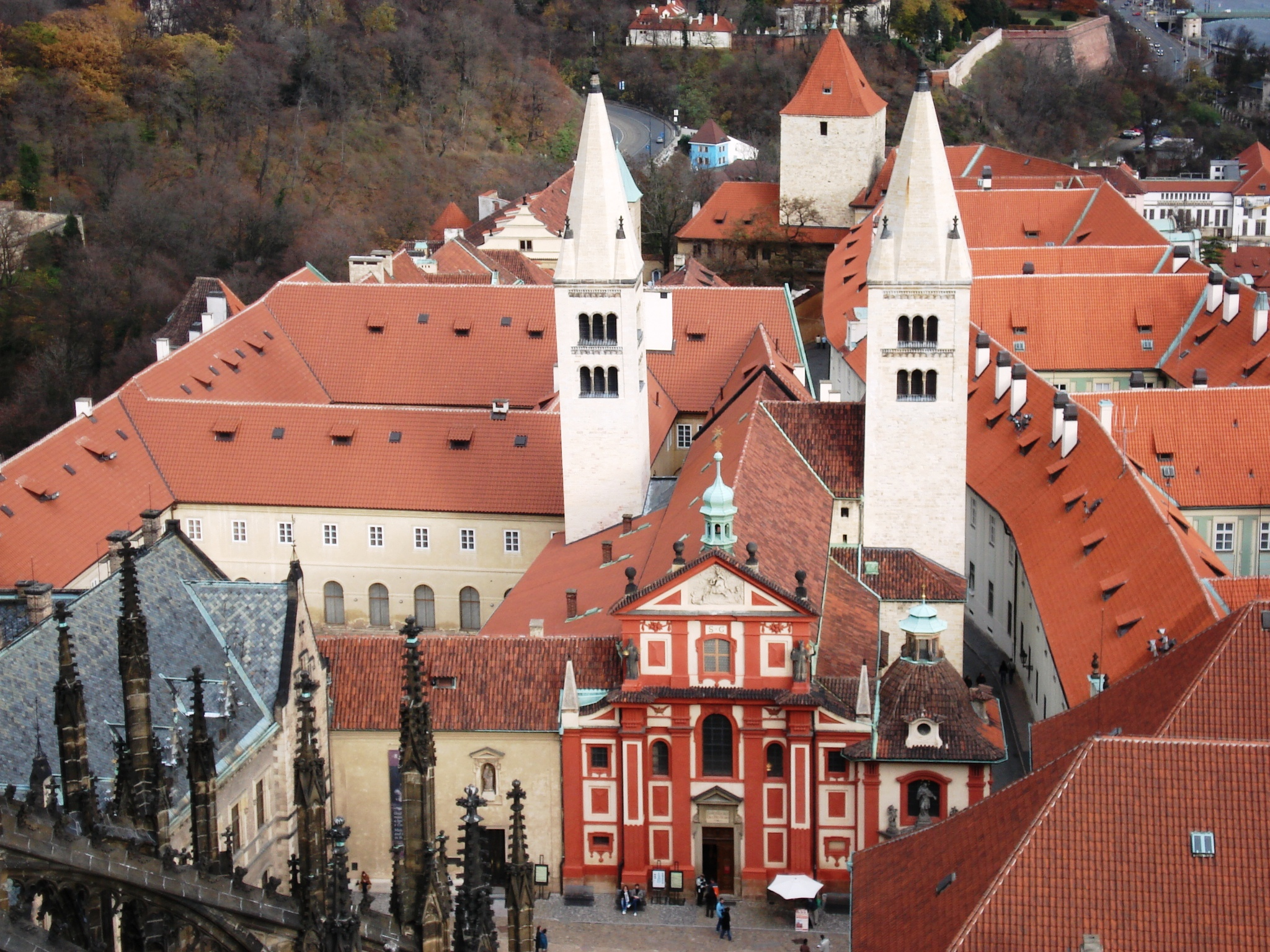
Klášter sv. Jiří, nejstarší český klášter

- Klášter svatého Jiří (973) – bývalý klášter benediktinek u baziliky sv. Jiří na Pražském hradě
- Strahovský klášter (1140) – premonstrátský u baziliky Nanebevzetí Panny Marie
- klášter kapucínů (1600) – u kostela Panny Marie Andělské na Loretánském náměstí
- klášter bosých karmelitánek (1792) – u kostela sv. Benedikta na Hradčanském náměstí
  - původně klášter barnabitů (1626)
- Konvent voršilek (1691) – bývalý, u kostela sv. Jana Nepomuckého v Kanovnické ulici

## Malá Strana

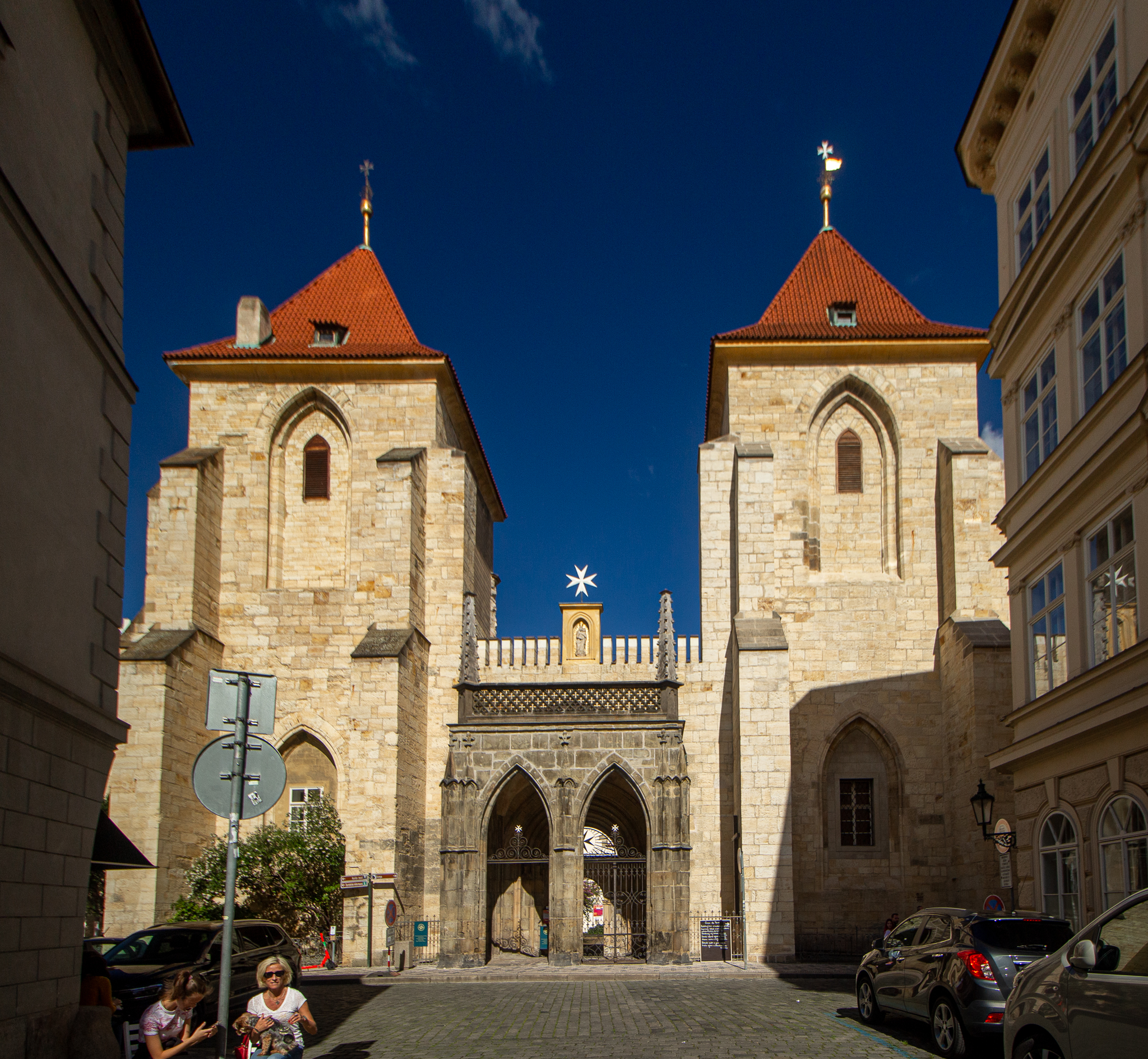
Komenda maltézských rytířů, původně pevnost u Juditina mostu

- Velkopřevorství maltézských rytířů (1169) – u kostela Panny Marie pod řetězem na Maltézském náměstí
- klášter augustiniánů (1285) – u sv. Tomáše v Letenské ulici
- konvent dominikánek u sv. Anny (po 1293) – zaniklý, někde poblíž kostela sv. Jana na prádle na Újezdě
- dominikánský klášter (1604) – bývalý, u bývalého kostela sv. Máří Magdalény v ulici Újezd; přesídlený z Anežského kláštera, původně u kostela sv. Klimenta v Karlově ulici
  - původně konvent magdalenitek (před 1329)
- karmelitánský klášter (1624) – u kostela Panny Marie Vítězné a sv. Antonína Paduánského, Karmelitská
- profesní dům jezuitů (1625) – bývalý, u kostela sv. Mikuláše na Malostranském náměstí
- Konvent anglických panen (1782) – u kostela sv. Josefa v Josefské
  - původně bosé karmelitánky (1655)
- Klášter redemptoristů (1869) – u kostela Panny Marie Ustavičné pomoci (zvaný U Kajetánů) v Nerudově ulici, bývalý
  - původně kolej theatinů (asi 1669)
- Dům anglických panen (1746) – bývalý dům Lažanských (čp. 377), Karmelitská 19, později přesídlily ke sv. Josefu
- Kongregace Milosrdných sester svatého Karla Boromejského (1844) – Nemocnice Pod Petřínem

## Staré Město

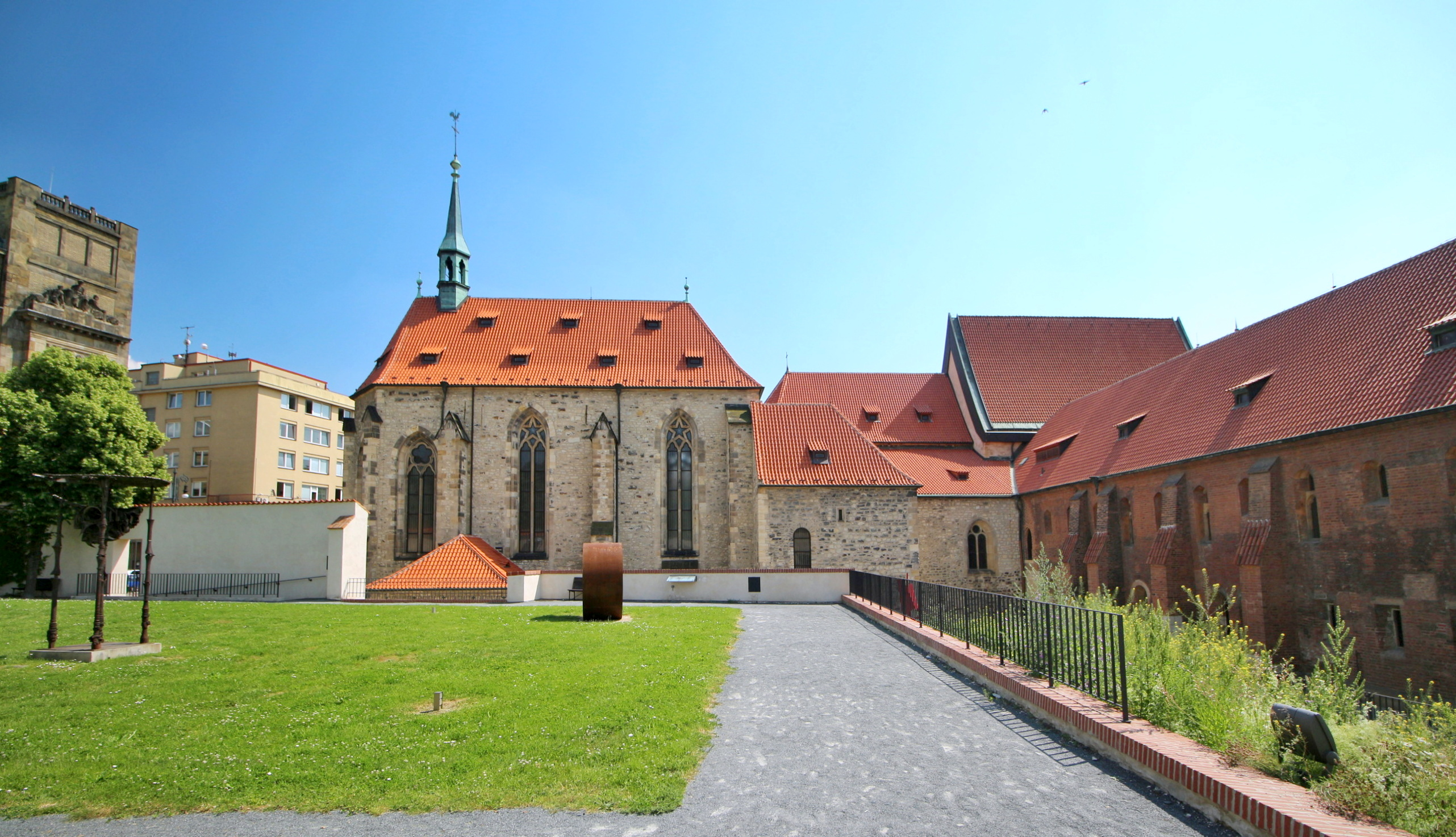
Anežský klášter, královské pohřebiště a nejstarší česká gotická architektura

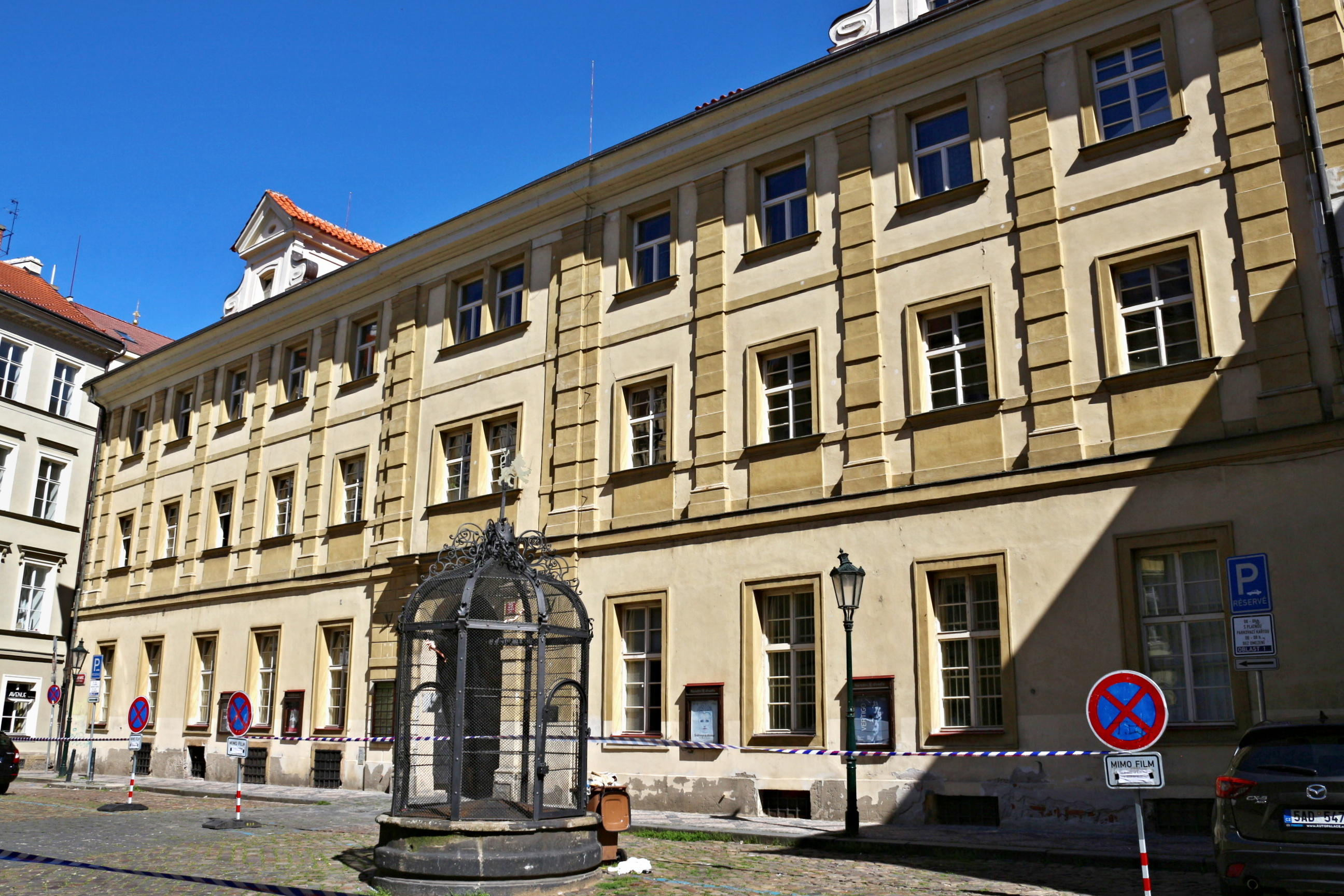
Nová budova Anenského kláštera

- Anežský klášter, klášter klarisek a menších bratří Na Františku (1231)
- klášter minoritů u kostela sv. Jakuba (1232)
- komenda německých rytířů u kostela sv. Benedikta, v místě dnešního OD Kotva (1233)
- Konvent křižovníků s červenou hvězdou u kostela sv. Františka z Assisi (1237)
- Komenda templářů u rotundy sv. Vavřince, zaniklá (před 1240)
- klášter cyriaků u sv. Kříže Většího, Dušní ulice, zaniklý (po 1256)
- konvent magdalenitek u kostela sv. Havla, zaniklý (před 1282)
- Anenský klášter (klášter dominikánek) u kostela sv. Anny, bývalý, původně na Malé Straně (1316)
- Opatství benediktinek Božího milosrdenství u kostela sv. Ducha, zaniklé (po 1348)
- klášter milosrdných bratří u sv. Šimona a Judy – Nemocnice Na Františku (před 1354)
- Klementinum Tovaryšstva Ježíšova (1555)
- dominikánský klášter u kostela sv. Jiljí (1626)
- bývalý klášter pavlánů u svatého Salvátora (1626)
- klášter obutých karmelitánů u kostela sv. Havla (1627)
- klášter servitů u kostela sv. Michaela archanděla (1630)
- benediktinský klášter u kostela sv. Mikuláše (1635)
- Norbertinum (Praha) – premonstrátský seminář s kostelem sv. Norberta, náměstí Republiky, zaniklé (1635)
- jezuitský konvikt u kostela sv. Bartoloměje, bývalý (1659)
- jezuitský seminář sv. Václava u Betlémské kaple, bývalý (1692)
- cisterciácká kolej, Celetná, zaniklá
- kongregace Šedých sester při kostele sv. Bartoloměje

## Nové Město
Praha 1

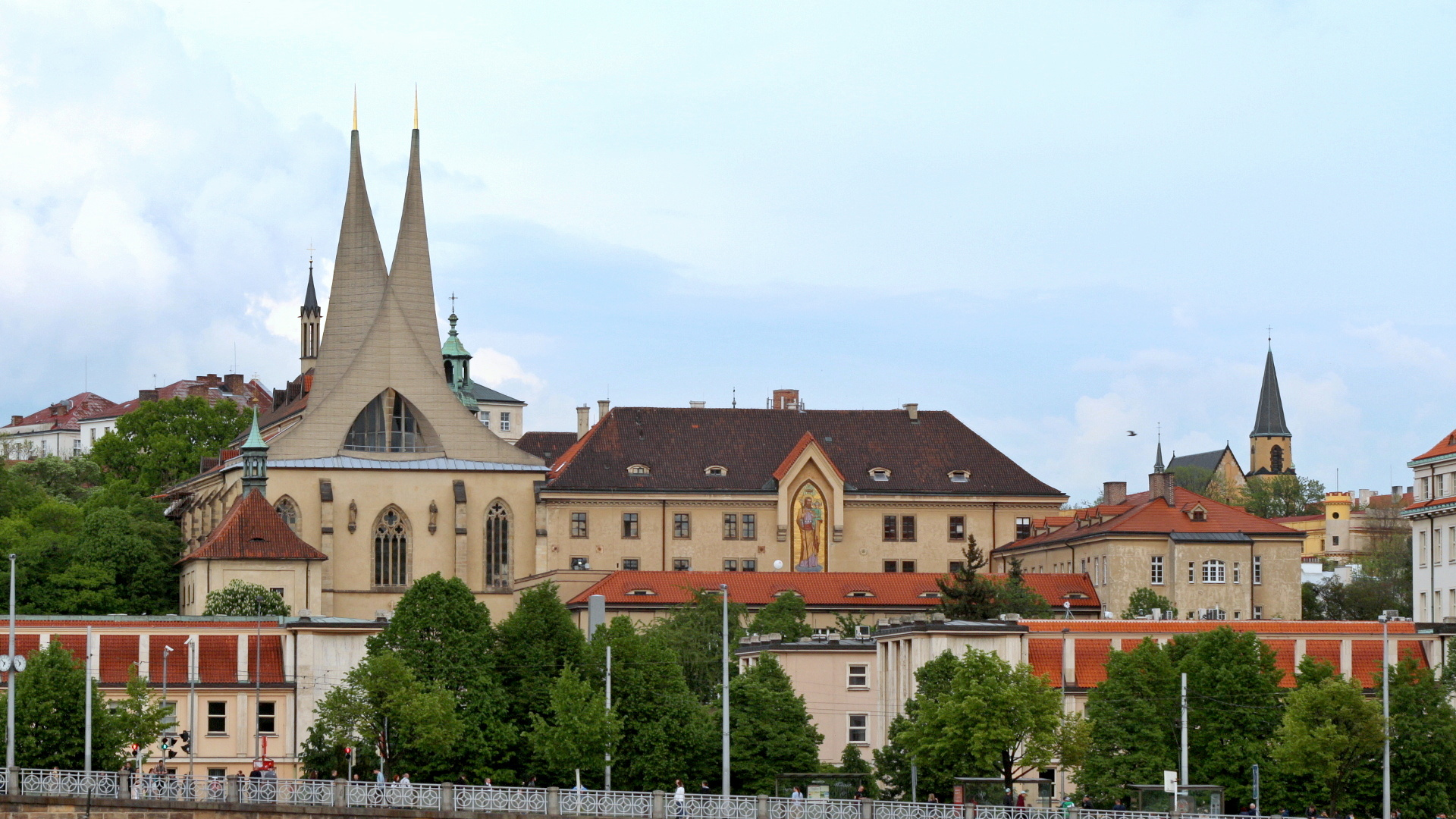
Benediktinské opatství Emauzy, původně centrum slovanské liturgie

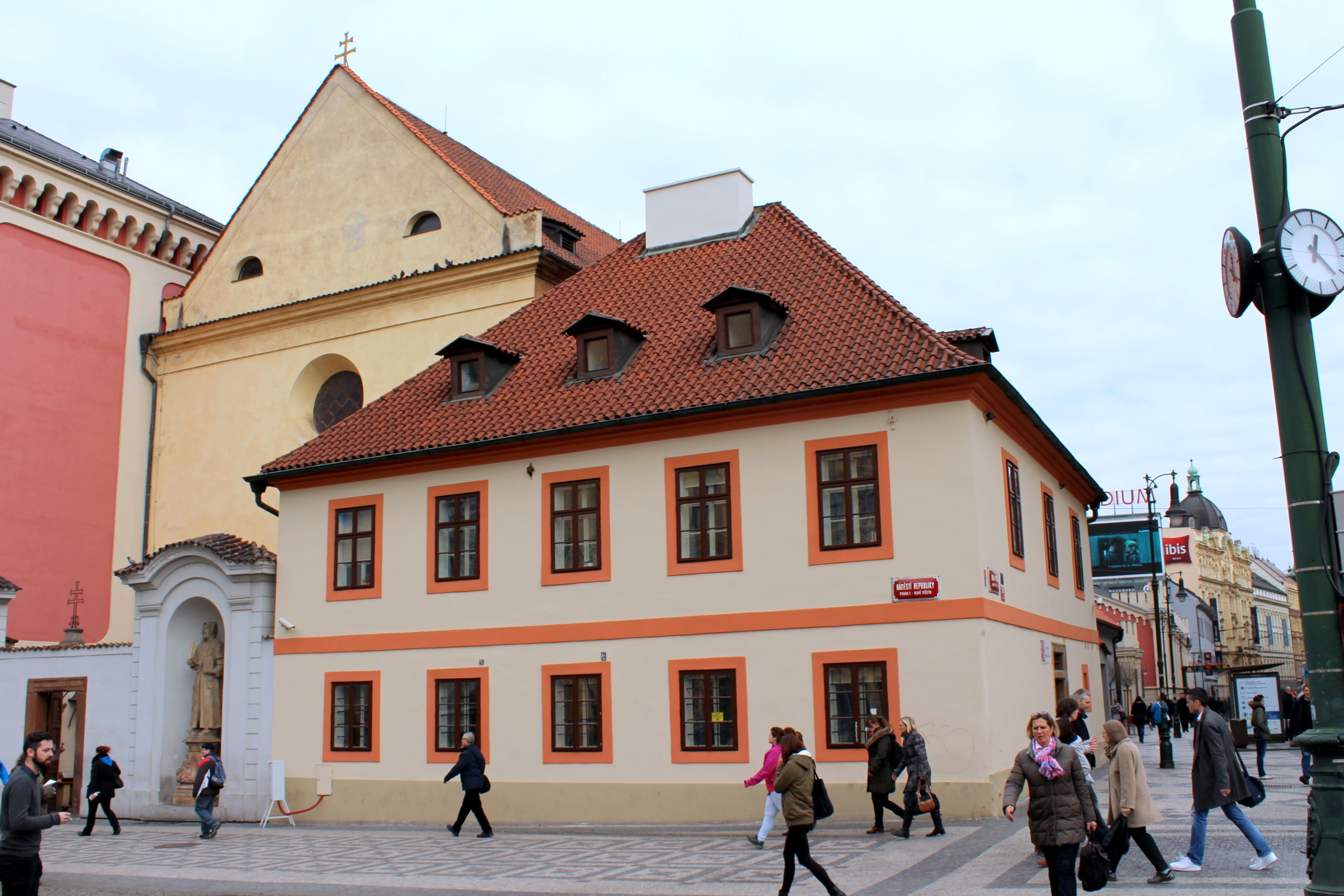
Klášter kapucínů

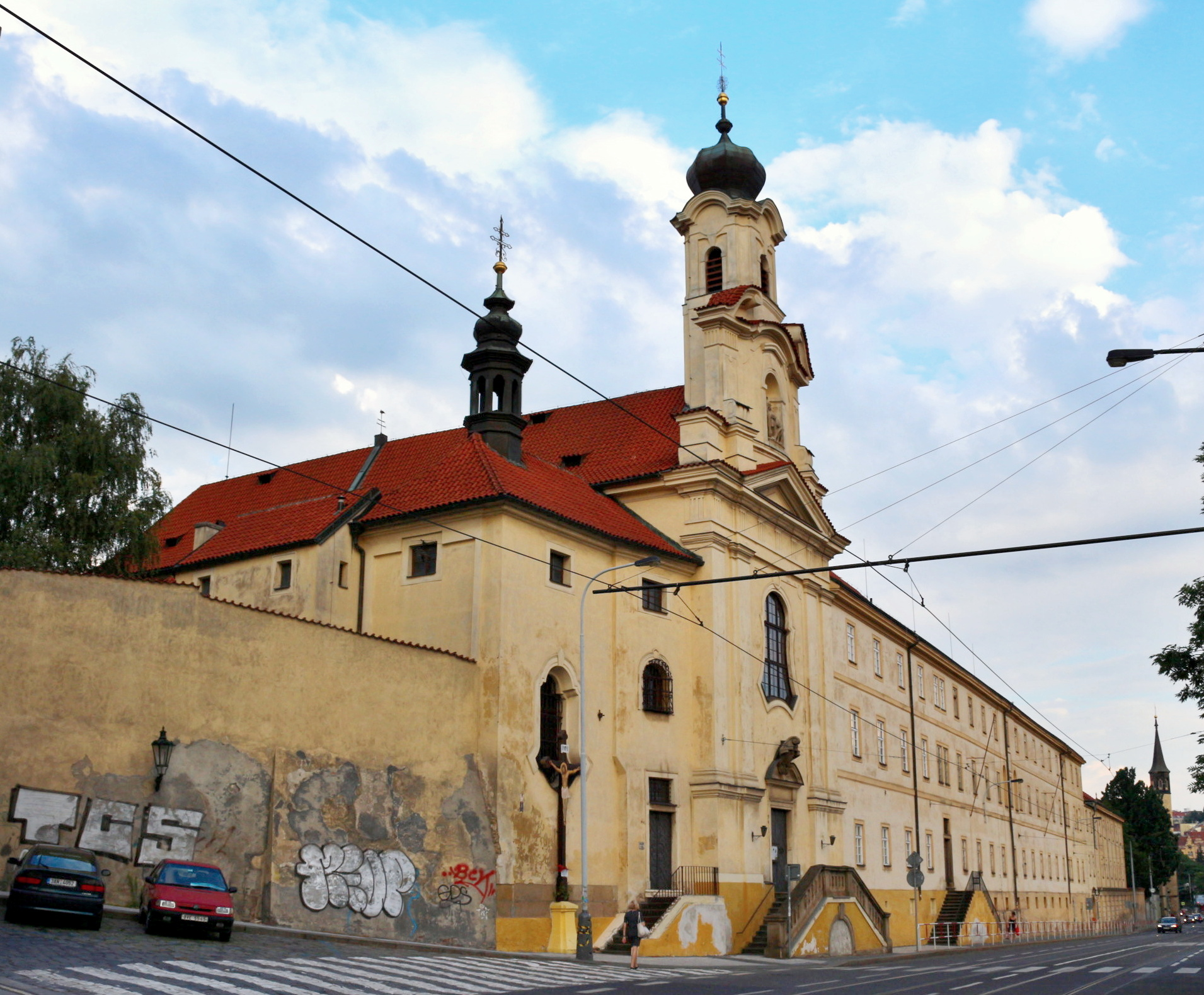
Klášter a nemocnice svaté Alžběty

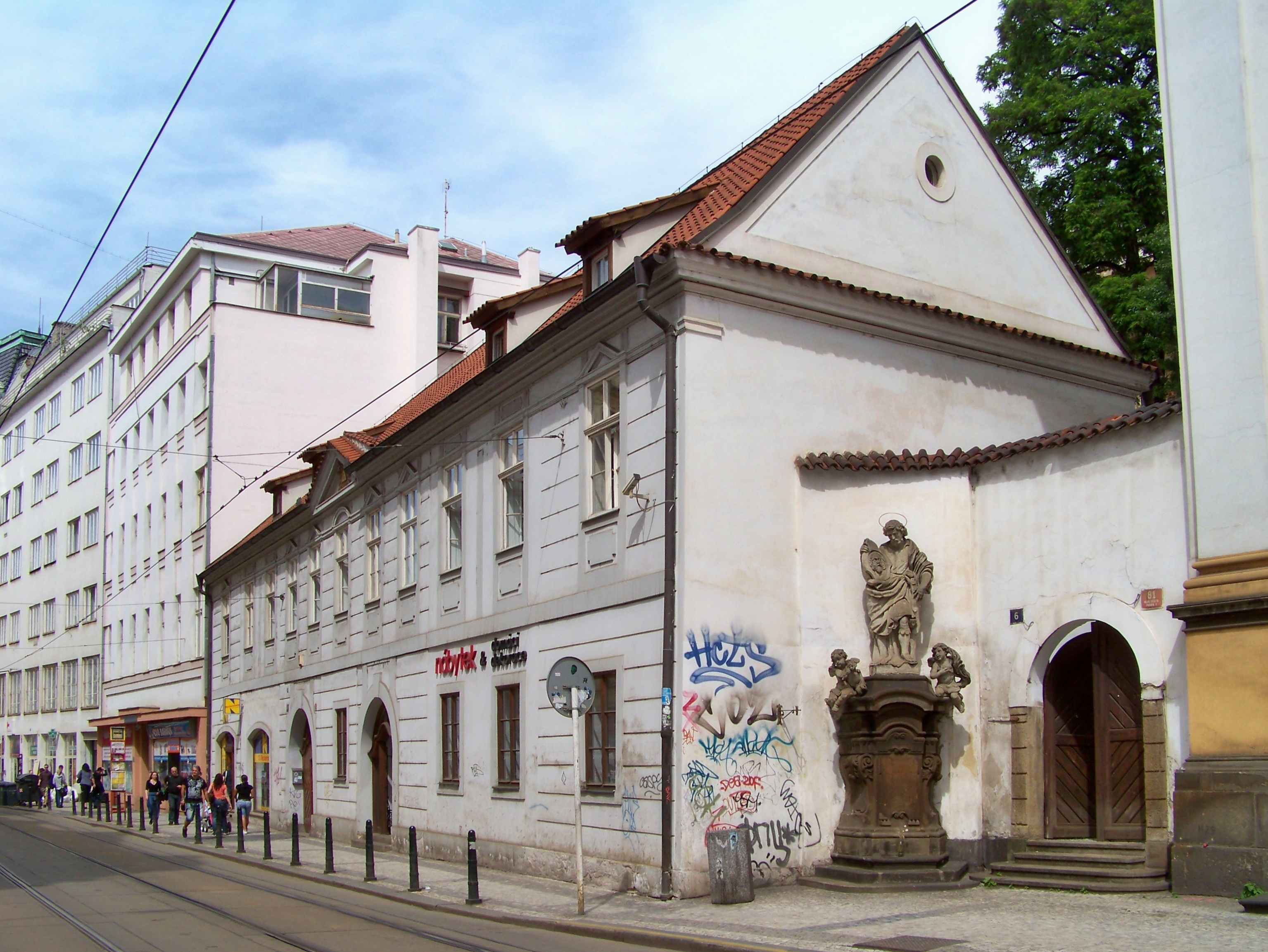
Bývalý klášter trinitářů ve Spálené ulici

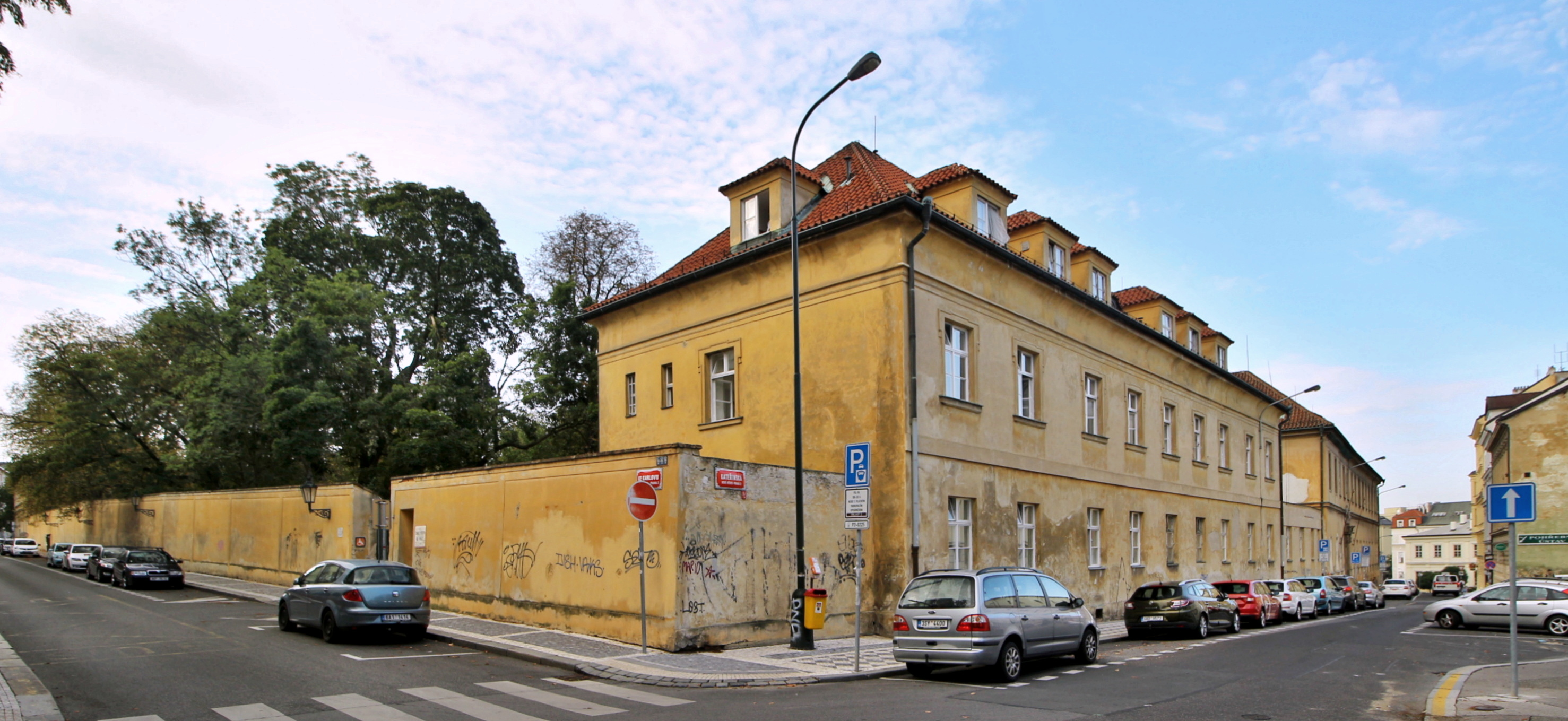
Klášter augustiniánek u sv. Kateřiny

- Dům křižovníků s červenou hvězdou u kostela sv. Petra na Poříčí (po 1235) – zaniklý
  - původně komenda německých rytířů (před 1204)
- konvent dominikánů u kostela sv. Klimenta (asi 1226) – zaniklý, přesunutý ke staroměstském kostelu sv. Klimenta
- Klášter františkánů u kostela Panny Marie Sněžné (1604)
  - dříve karmelitánský (1347)
- Konvent irských františkánů (Hybernů) – dům U Hybernů
  - původně benediktinské opatství ambrosiánské větve (po 1355–1419)
  - později františkáni observanti (1461–1483)
- kapucínský konvent u kostela sv. Josefa, Náměstí Republiky (1630)
- Klášter voršilek u kostela sv. Voršily, Národní třída (1664) – od 1658 sídlily provizorně na Malé Straně
- Konvent trinitářů u kostela sv. Trojice ve Spálené (1708)
- Konvent anunciátek s kaplí Zvěstování Panny Marie, Jindřišská, zaniklý (1735)
- piaristická kolej u kostela sv. Kříže, Na Příkopech, Panská (1757)

Praha 2
- Konvent křižovníků-Strážců Božího hrobu u zaniklého kostela sv. Petra a Pavla na Zderaze
- Benediktinské opatství Emauzy (Na Slovanech) – později monserratských, pak beuronských benediktinů
- Klášter augustiniánů kanovníků – u kostela na Karlově
- Augustiniánský klášter u kostela sv. Kateřiny, původně klášter augustiniánek, pak obutých augustiniánů
- Klášter servitů u Panny Marie Na Slupi (Na Trávníčku), bývalý
- Klášter celestinek s kaplí Zvěstování Panny Marie na Novém Městě, zaniklý
- Konvent celestinů s kaplí sv. Michala, u Botiče, zaniklý
- Konvent bosých augustiniánů u kostela sv. Václava na Zderaze, zaniklý
- Novoměstská kolej jezuitů u kostela sv. Ignáce
- Konvent alžběžinek u kostela Panny Marie Sedmibolestné, ulice Na Slupi
- Dům ivanitů s kaplí sv. Jana Zlatoústého, Na Bojišti, Kateřinská
- Dům chudých školských sester de Notre Dame, Ječná
- Dům Kongregace dcer Božské lásky s kaplí sv. Kříže, Ječná

## Další pražské kláštery
Smíchov

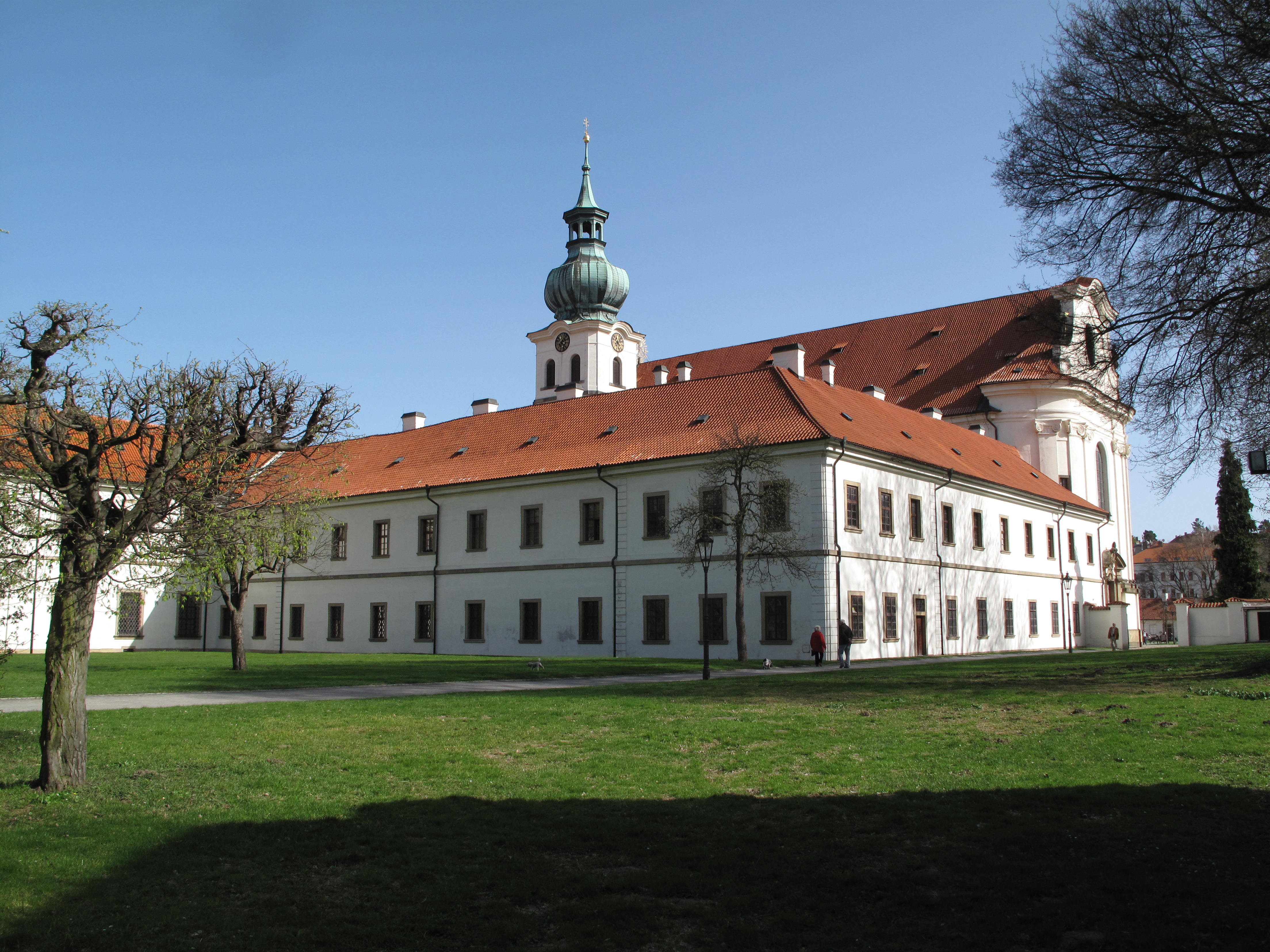
Břevnovský klášter, druhý český klášter, původně za Prahou

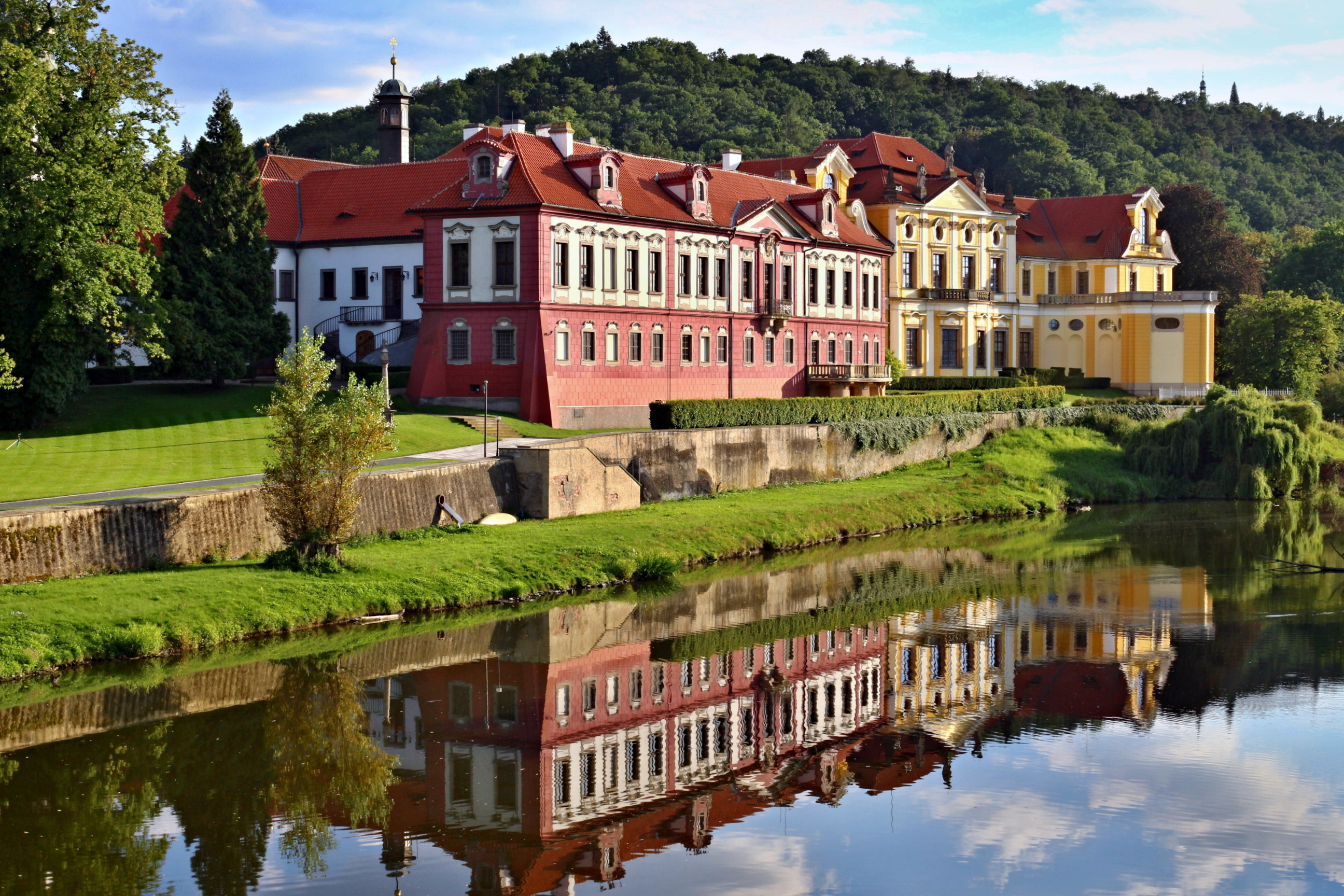
Zbraslavský klášter

- Kartuziánský klášter Zahrada Panny Marie s kostelem Panny Marie
- Konvent dam Srdce Ježíšova u kostela Sacré Coeur, Holečkova
- Řeholní dům sester Karla Boromejského s kaplí Nejsvětějšího Srdce Páně, Drtinova
- Klášter beuronských benediktinek u kostela sv. Gabriela

Zbraslav
- Zbraslavský klášter – cisterciácké opatství, bývalé

Břevnov
- Břevnovský klášter – benediktinské arciopatství
- Řádový dům theatinů s kaplí Panny Marie Altöttinské, Radimova ulice

Řepy
- Konvent servitů u kostela Panny Marie Vítězné na Bílé Hoře, bývalý
- Domov svatého Karla Boromejského s kostelem sv. Rodiny v Řepích

Žižkov
- Karmelitánský klášter u kostela sv. Anny na Žižkově